# ブルゲーリオ
ブルゲーリオ（イタリア語: Brugherio）は、イタリア共和国ロンバルディア州モンツァ・エ・ブリアンツァ県にある、人口約35,000人の基礎自治体（コムーネ）。

## 地理

### 位置・広がり
モンツァ・エ・ブリアンツァ県南部に位置するコムーネで、県都モンツァから南東へ約4km、州都ミラノから北東へ約13km、ベルガモから東南東へ約34kmの距離にある。

#### 隣接コムーネ
隣接するコムーネは以下の通り。括弧内のMIはミラノ県所属を示す。
- アグラーテ・ブリアンツァ
- カルガーテ (MI)
- チェルヌスコ・スル・ナヴィーリオ (MI)
- コローニョ・モンツェーゼ (MI)
- モンツァ
- セスト・サン・ジョヴァンニ (MI)

### 気候分類・地震分類

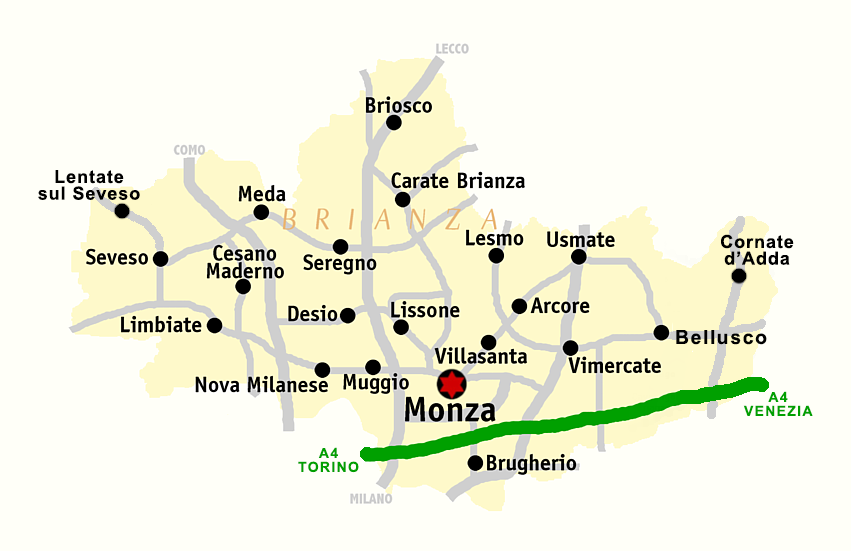
モンツァ・エ・ブリアンツァ県概略図

気候分類では、zona E, 2404 GGに分類される。
また、イタリアの地震リスク階級 (it) では、zona 3 (sismicità bassa) に分類される。

## 行政

### 分離集落
ブルゲーリオには、以下の分離集落（フラツィオーネ）がある。
- Baraggia, Dorderio-Increa, Moncucco, San Damiano

## 姉妹都市
- ル・ピュイ＝アン＝ヴレ、フランス
- プレショフ、スロバキア